# Jacques-Joseph Ebelmen
Jacques-Joseph Ebelmen (10 de julho de 1814 — 31 de março de 1852) foi um químico francês.
É um dos 72 nomes na Torre Eiffel.